# Плащеносный броненосец
Плащеносный броненосец (лат. Chlamyphorus truncatus) или аргентинский щитоносец, также называемый «пичисиего» — вид броненосца семейства Chlamyphoridae. Встречается в центральной части Аргентины, где населяет сухие луга и плоские песчаные участки, поросшие кактусами и колючими кустарниками.

## Общие сведения
Плащеносный броненосец вырастает до 90—115 мм без учёта хвоста, отличается бледно-розовой или розовой окраской. При испуге он способен за несколько секунд полностью закопаться в землю.
Это ночное животное. Он выкапывает в сухой почве около муравейников небольшие норы. Питается в основном муравьями или их личинками, находя и тех и других около своей норы. Также иногда поедает червей, улиток, насекомых и их личинок, а также различные растения, в том числе ест корни растений.
Большую часть времени плащеносный броненосец проводит под землёй, это роющее животное, похожее по образу жизни на златокрота или сумчатого крота. Большими передними лапами животное перемешивает песок и практически «плывёт» в нём, как могло бы плыть в воде. Формой тела этот броненосец напоминает торпеду, его голова прикрыта щитком для защиты от песка.

## Охранный статус
В 1996 году Международный союз охраны природы классифицировал этот вид как «находящийся в опасности». В 2006 году плащеносный броненосец уже характеризовался как «вид, близкий к тому, чтобы находиться под угрозой», что означает меньшую степень опасности. С 2008 года он характеризуется как «вид, о положении которого недостаточно данных». Однако отмечается, что угрозу этому виду представляет разрушение среды его обитания, частично связанное с разведением крупного рогатого скота.
Этот броненосец встречается на ряде охраняемых территорий, в том числе в национальном парке Лиуе-Калель. Законы как Аргентины, так и отдельных её регионов защищают этого броненосца.